# Petr Barna
Petr Barna (Praga, 9 marzo 1966) è un ex pattinatore artistico su ghiaccio cecoslovacco.

## Palmarès
| Internazionali                | Internazionali | Internazionali | Internazionali | Internazionali | Internazionali | Internazionali | Internazionali | Internazionali | Internazionali | Internazionali |
| Evento                        | 1982–1983      | 1983–84        | 1984–85        | 1985–86        | 1986–87        | 1987–88        | 1988–89        | 1989–90        | 1990–91        | 1991–92        |
| ----------------------------- | -------------- | -------------- | -------------- | -------------- | -------------- | -------------- | -------------- | -------------- | -------------- | -------------- |
| Giochi olimpici invernali     |                |                |                |                |                | 13°            |                |                |                | 3°             |
| Campionati mondiali           |                | 16°            | 13°            | 16°            | 8°             | 8°             | 5°             | 6°             | 4°             | 6°             |
| Campionati europei            | 18°            | 10°            | 10°            | 7°             | 8°             | 7°             | 3°             | 2°             | 2°             | 1°             |
| Skate America                 |                |                |                |                |                |                |                |                |                | 2°             |
| Skate Canada                  |                |                |                |                |                |                |                | 1°             |                |                |
| Fujifilm Trophy / Nations Cup |                |                |                |                | 1°             |                |                | 1°             |                |                |
| Inter. de Paris               |                |                |                |                |                | 1°             |                |                |                |                |
| NHK Trophy                    | 10°            |                |                |                |                |                | 2°             |                |                |                |
| Prague Skate                  | 6°             | 4°             | 1°             | 1°             | 1°             | 1°             | 1°             |                |                |                |
| Universiadi                   |                |                |                |                | 1°             |                |                |                |                |                |
| Nazionali                     |                |                |                |                |                |                |                |                |                |                |
| Campionati cecoslovacchi      | 2°             | 2°             | 1°             | R              | 1°             | 1°             | 1°             | 1°             | 1°             | 1°             |
| R = Ritirato                  |                |                |                |                |                |                |                |                |                |                |